# Municipi d'Auce
El municipi d'Auce (en letó: Auces novads) és un dels 110 municipis de la República de Letònia, que es troba localitzat al sud-oest del país bàltic, i que té com a capital la localitat d'Auce. El municipi va ser creat l'any 2009 després de la reorganització territorial.

## Ciutats i zones rurals
- Auce (ciutat amb zona rural)
- Benes pagsts (zona rural)
- Lielauces pagsts (zona rural)
- Ukru pagsts (zona rural)
- Vitinu pagsts (zona rural)

## Població i territori
La seva població està composta per un total de 8772 persones (2009). La superfície del municipi té uns 517,8 kilòmetres quadrats, i la densitat poblacional és de 16,94 habitants per kilòmetre quadrat.